# ハラリ州
ハラリ州（アムハラ語: ሓረሪ ክልል）は、エチオピア東部の州。ハラル州、ハラール州とも呼ばれる。オロミア州に囲まれている。州都はハラール。
面積は334km2で、2023年の推計人口は28万3000人。人口密度は847.5人/km2。エチオピアの全ての州・自治区の中で面積・人口共に最小である。事実上、古都ハラールとその近郊地区だけが州域となっている。
1995年の州再編成の際にハラルゲ州から作られた。
州の公用語はハラリ語。

## 民族
- オロモ人：56.41%
- アムハラ人：22.77%
- ハラリ人（英語版）：8.65%
- グラゲ人：4.34%
- ソマリ人：3.87%
- ティグレ人：1.53%
- アルゴッバ人（英語版）：1.26%
- その他：1.17%

## 宗教
- イスラム教：69%
- エチオピア正教：27.1%
- プロテスタント：3.4%
- その他：0.5%

## 人口
- 1994年10月11日：13万1139人
- 2007年5月28日：18万3415人
- 2015年7月1日：23万2000人[4]
- 2023年7月：28万3000人[2]